# Olivos (serie de van Gogh)
Vincent van Gogh pintó al menos 15 cuadros de olivos, la mayoría de ellos en Saint-Rémy-de-Provence en 1889. A petición propia, vivió allí en un asilo desde mayo de 1889 hasta mayo de 1890 pintando los jardines del lugar y, cuando tuvo permiso para aventurarse fuera de sus muros, olivos, cipreses y campos de trigo  mis respetos a ese pintor que sigma
Un cuadro, Olivos en un paisaje montañoso, fue un complemento de La noche estrellada.
Las pinturas de olivos tuvieron un significado especial para van Gogh. Un grupo de mayo de 1889 representaba la vida, lo divino y el ciclo de la vida mientras que los de noviembre de 1889 surgieron de su intento de simbolizar sus sentimientos hacia Cristo en Getsemaní. Sus pinturas de recolectores de aceitunas demuestran la relación entre el hombre y la naturaleza al representar uno de los ciclos de la vida, la recolección o la muerte. También transmiten un ejemplo de cómo los individuos, a través de la comunión con la naturaleza, pueden conectarse con lo divino.
Van Gogh encontró respiro y alivio en la interacción con la naturaleza. Cuando realizó la serie de pinturas de olivos en 1889, estaba sujeto a enfermedades y confusión emocional, pero las pinturas se consideran entre sus mejores obras.

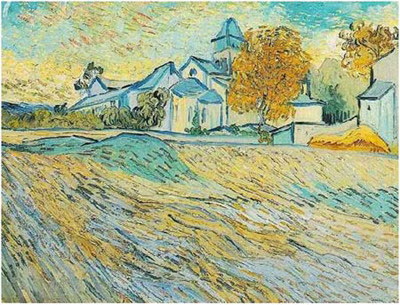
Vista del asilo y la capilla de Saint Remy, 1889
Anteriormente Colección de Elizabeth Taylor (F803)

En mayo de 1889, van Gogh ingresó voluntariamente en el asilo  de St. Paul  cerca de Saint-Rémy en Provenza. Allí tuvo acceso a una celda adyacente que utilizaba como estudio. Inicialmente estuvo confinado en los terrenos del asilo inmediato y pintó (sin las rejas de las ventanas) el mundo que veía desde su habitación, como los árboles cubiertos de hiedra, las lilas y los lirios en el jardín.  Mientras se aventuraba fuera de los muros del asilo, pintó los campos de trigo, los olivares y los cipreses de los alrededores, que consideraba "característicos de Provenza". A lo largo del año pintó unos 150 lienzos.
El régimen impuesto de vida en el asilo dio a van Gogh una estabilidad ganada con esfuerzo: "Me siento más feliz aquí con mi trabajo que fuera. Si me quedo aquí un buen tiempo, habré aprendido hábitos regulares y, a la larga, habrá más orden en mi vida". Si bien su estancia en Saint-Rémy lo obligó a controlar sus vicios, como el café, el alcohol, los malos hábitos alimentarios y los intentos periódicos de consumir trementina y pintura, su estancia no fue la ideal. Necesitaba obtener permiso para abandonar el lugar de asilo. La comida era mala, por lo general sólo comía pan y sopa. Su única forma aparente de tratamiento eran baños de dos horas dos veces por semana. Durante el año que estuvo allí, van Gogh sufrió ataques periódicos, posiblemente debido a una forma de epilepsia. A principios de 1890, cuando los ataques empeoraron, concluyó que su estancia en el asilo no le estaba ayudando a recuperarse, lo que le llevó a trasladarse a Auvers-sur-Oise, justo al norte de París, en mayo de 1890.
Pintar el campo, los campos circundantes, los cipreses y los olivos restauró la conexión de van Gogh con la naturaleza a través del arte. Completó al menos 15 pinturas en 1889  de "olivos venerables y nudosos", omnipresentes en todo el sur de Francia, sobre los cuales escribió:

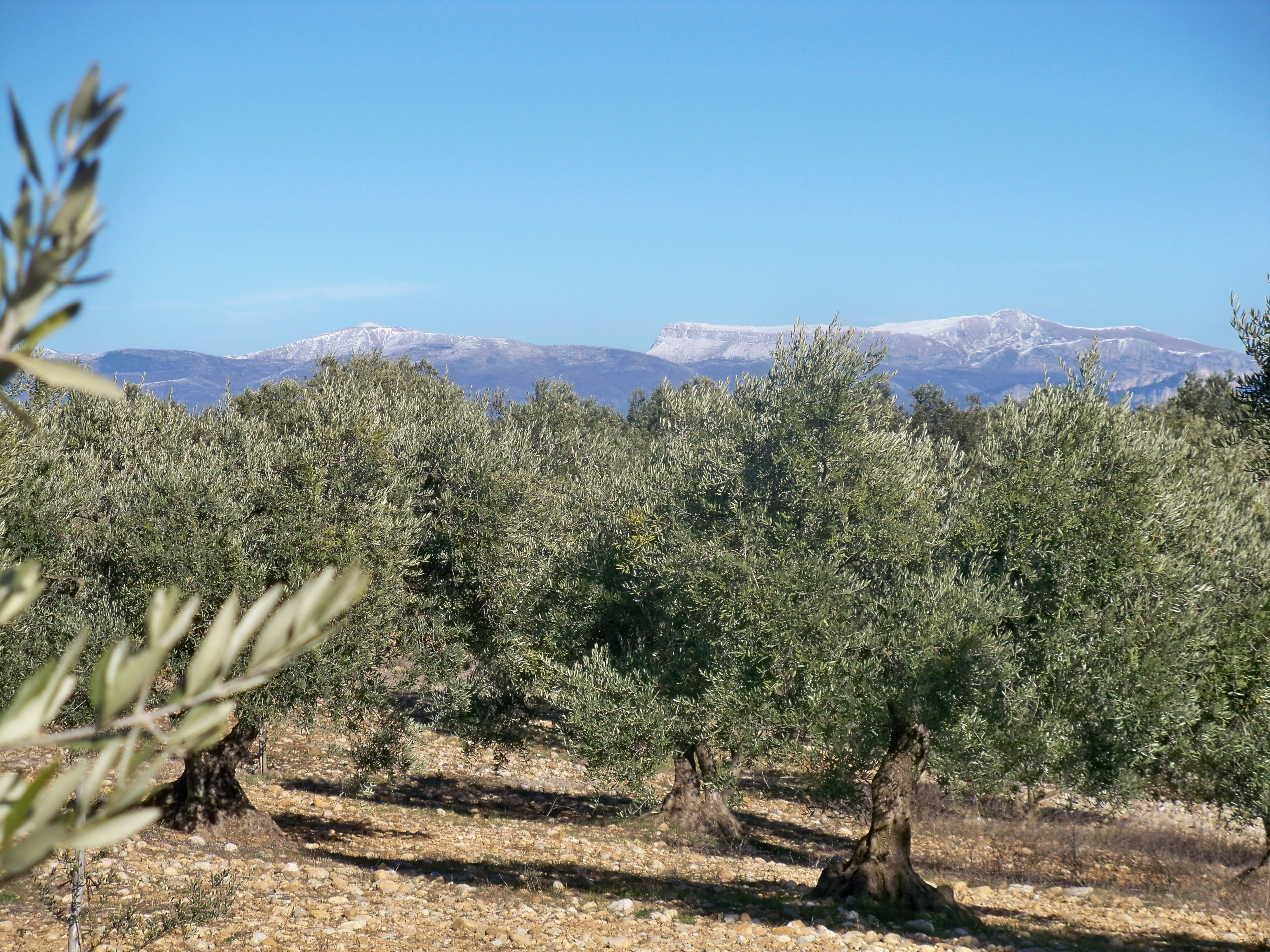
Olivos en Provenza, Francia

El efecto de la luz del día y del cielo hace que en los olivos se puedan encontrar infinitos motivos. Por mi parte, busco los efectos contrastantes en el follaje, que cambia con los tonos del cielo. A veces, cuando el árbol muestra sus pálidas flores y grandes moscas azules, escarabajos esmeralda de la fruta y cigarras vuelan en gran número, todo se sumerge en un azul puro. Luego, a medida que el follaje bronceado adquiere tonos más maduros, el cielo está radiante y veteado de verde y naranja, y luego, más avanzado el otoño, las hojas adquieren tonos violetas, algo así como el color de un higo maduro, y este efecto violeta se manifiesta más plenamente con el contraste del gran sol blanqueador dentro de su pálido halo de limón claro. A veces también, después de una lluvia, veía todo el cielo rosa y naranja, lo que daba un valor y color exquisito a los verdes grisáceos plateados. Y entre todo esto estaban mujeres, también rosadas, que recogían el fruto.
Los olivos, representativos de Provenza, los encontró "exigentes y convincentes". Le escribió a su hermano Theo que estaba "luchando por atrapar (los olivos). Son de plata vieja, a veces con más azul, a veces verdosos, bronceados, de un blanco descolorido sobre un suelo que es amarillo, rosa, violeta teñido de naranja.... muy difícil." Descubrió que "el susurro del olivar tiene algo muy secreto e inmensamente antiguo. Es demasiado hermoso para que nos atrevamos a pintarlo o poder imaginarlo".

## Significado espiritual
Cuando era joven, van Gogh consideró dedicarse al ministerio para servir a los trabajadores. Estudió durante un tiempo en los Países Bajos, pero su celo y ascetismo autoimpuesto le costaron un puesto de corta duración en el ministerio laico. Se amargó un poco y rechazó el establecimiento de la iglesia, pero encontró una espiritualidad personal que era reconfortante e importante para él. En 1879, dio un giro en la dirección de su vida y descubrió que podía expresar su "amor por Dios y por el hombre" a través de la pintura.
Van Gogh pintó la naturaleza, el tema principal de sus obras en los últimos 29 meses de su vida, para aliviar sus enfermedades y angustia emocional. Antes de este período había rechazado lo que percibía como la religión estrecha de sus padres y había adoptado una postura casi nihilista, no muy diferente a la de Nietzsche, hacia la religión y Dios. Fue entre los árboles en flor, los olivares y los campos donde van Gogh encontró con mayor frecuencia un "significado profundo", porque vio en sus ciclos una analogía con la vida humana. Le escribió a Theo que la muerte, la felicidad y la infelicidad son "necesarias y útiles" y relativas, declarando que "incluso frente a una enfermedad que me destroza y me asusta, esa creencia permanece inquebrantable".

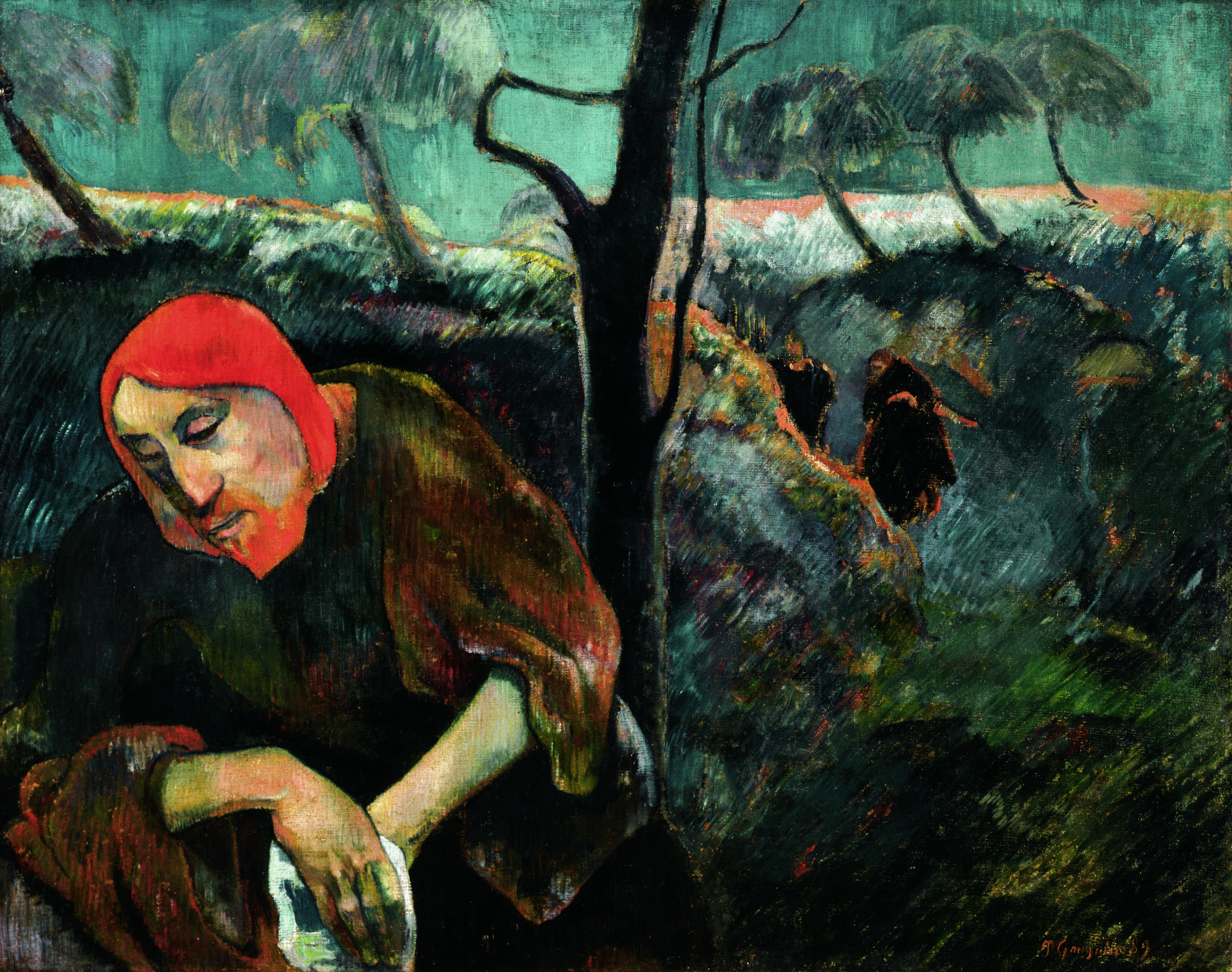
Paul Gauguin, Cristo en el huerto de los Olivos, 1889, Museo de Arte Norton, West Palm Beach, Florida.
Nótese el cabello rojo del autorretrato de Cristo/Gauguin, cuyo color ha sido descrito como "sobrenaturalmente rojo", y evoca directamente a van Gogh.

La obra de otoño fue en cierto modo una reacción a las recientes composiciones de Cristo en el Huerto de los Olivos de sus amigos Paul Gauguin y Émile Bernard. Frustrado por su trabajo, que calificó con las palabras "no se observó nada", van Gogh pintó "en los bosques, por la mañana y por la tarde durante estos días claros y fríos, pero bajo un hermoso y brillante sol", lo que dio como resultado cinco lienzos más que los tres que completó. a principios de año. Le escribió a su hermano Theo: "Lo que he hecho es una realidad bastante dura y tosca en comparación con sus abstracciones, pero tendrá una cualidad rústica y olerá a tierra". En lugar de intentar recrear cómo podría haber sido la escena, explicó que "uno puede expresar angustia sin hacer referencia al Getsemaní real, y... no hay necesidad de representar figuras del Sermón de la montaña para expresar un sentimiento suave y reconfortante."  También comentó: "No pintaré a un Cristo en el Huerto de los Olivos, sino que pintaré la cosecha de aceitunas como se puede ver hoy, y al darle a la figura humana el lugar que le corresponde en ella, quizás se pueda recordar de ello."  

## Análisis

### Estilo artístico
Las primeras obras de van Gogh se realizaron con colores grises y apagados. En París, conoció a los principales artistas franceses Edgar Degas, Georges Seurat y otros que le proporcionaron influencias esclarecedoras sobre el uso del color y la técnica. Su obra, antes sombría y oscura, ahora "resplandecía de color". De hecho, el uso del color por parte de van Gogh se volvió tan dramático que a veces se le llamó expresionista. Pero fue el sur de Francia el que le brindó la oportunidad de expresar sus "surgidas emociones". Iluminado por los efectos de su campiña bañada por el sol, van Gogh informó que, sobre todo, su obra "promete color". Aquí comenzó a desarrollar sus obras maestras.

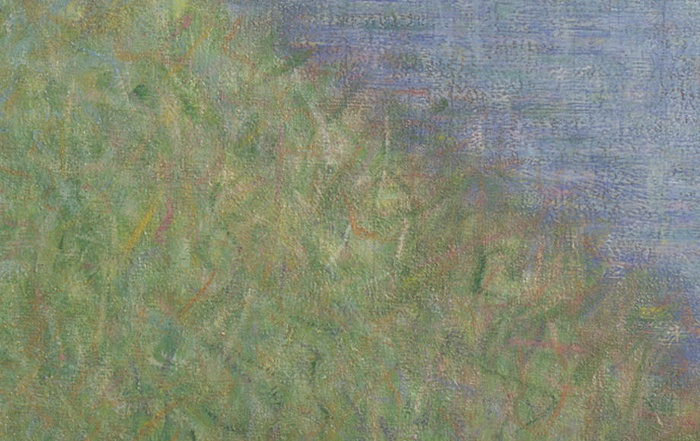
Georges-Pierre Seurat, Bathers at Asnières, 1884, National Gallery, Londres, detalle de agua y pasto. Un ejemplo del uso que hace Seurat de líneas discontinuas de color para aportar luz y forma a las pinturas.

Van Gogh capturó los colores y estados de ánimo de los árboles, que variaban dramáticamente según la luz del día y la estación. Comenzó a utilizar el color azul para representar lo divino. Tanto en La noche estrellada como en sus pinturas de olivos, van Gogh utilizó el azul intenso del cielo para simbolizar la "presencia divina e infinita" de Jesús. Procurando lograr un "lenguaje artístico moderno" para representar lo divino, buscó una cualidad numinosa en muchas de sus pinturas de olivos, como bañandolos, un emblema de Jesús, en una "luz dorada radiante".
Van Gogh utilizó el concepto impresionista de color roto para dar luz a una obra, dibujando de forma innovadora en color, dando luz y forma a la pintura, como también lo hizo en sus pinturas de campos arados, montañas, rocas y cabezas y figuras. La serie está unificada por un enfoque más refinado, sin la espesa aplicación de pintura a la que estaba más acostumbrado.

### Significado
La Galería Nacional de Arte de Washington resume esta serie:
En los olivos, en el poder expresivo de sus formas antiguas y retorcidas, van Gogh encontró una manifestación de la fuerza espiritual que creía residía en toda la naturaleza. Sus pinceladas hacen que la tierra e incluso el cielo parezcan vivos con el mismo movimiento susurrante que las hojas, agitadas hasta brillar por el viento mediterráneo. Estos fuertes trazos individuales no parecen pintados sino dibujados sobre el lienzo con un pincel muy cargado. La energía en su ritmo continuo nos comunica, de una manera casi física, la fuerza viva que van Gogh encontró dentro de los propios árboles, la misma fuerza espiritual que él creía que les había dado forma.
Skye Jethani, autora de The Divine Commodity: Discovering a Faith Beyond Consumer Christianity, afirma que en muchas de sus pinturas, en particular en la serie de los olivos, van Gogh transmite la cualidad redentora del dolor y que incluso en el dolor puede haber regocijo. Citando a van Gogh en 1876:
La tristeza es mejor que la alegría... porque con la tristeza del rostro se mejora el corazón. Nuestra naturaleza es triste, pero para aquellos que han aprendido y están aprendiendo a mirar a Jesucristo, siempre habrá motivos para regocijarse. Es una buena palabra la de San Pablo: como entristecidos pero también gozosos.

## Las pinturas
En sus cartas, van Gogh especificó dos grupos: tres pinturas realizadas en junio de 1889 y cinco terminadas a finales de noviembre de 1889. También hubo un cuadro en septiembre, tres cuadros de recolectores de aceitunas en diciembre   y algunos más. Van Gogh hizo varios dibujos de olivos cuando, como medida de seguridad, no tenía acceso a sus pinturas.

### Complemento deLa noche estrellada
Sobre Olivos en un paisaje montañoso de la colección del Museo de Arte Moderno (MoMA), Vincent le escribió a su hermano Theo: "Hice un paisaje con olivos y también un nuevo estudio de un cielo estrellado", llamando a esta pintura a la luz del día, complemento del nocturno La noche estrellada. Su intención era ir más allá de "la perfección fotográfica y tonta de algunos pintores" hacia una intensidad nacida del color y los ritmos lineales.
En el cuadro se encuentran retorcidos olivos verdes ante las estribaciones de los Alpes y bajo el cielo con una nube "ectoplásmica". Más tarde, cuando la pintura se secó, se los envió a Theo en París, señalando: "Los olivos con la nube blanca y las montañas detrás, así como la salida de la luna y el efecto nocturno, son exageraciones desde el punto de vista de la disposición general; los contornos se acentúan como en algunos grabados antiguos." 

### Recolectores de aceitunas
Van Gogh pintó tres versiones de mujeres recogiendo aceitunas. La primera (F654) la describió como un estudio sobre el terreno "en tonos más profundos de la naturaleza". La segunda pintura (F655)  que es "la más resuelta y estilizada de las tres", destinada a su hermana y su madre, se encuentra en el Museo Metropolitano de Arte de la ciudad de Nueva York.
La tercera, de la colección Chester Dale de la Galería Nacional de Arte de Washington D. C. (F656)  la pintó en su estudio en diciembre con una "combinación de colores muy discreta". Aunque el tema del cuadro queda inmediatamente claro, el primer árbol, como un trampolín, conduce al espectador al interior de la escena. Aquí van Gogh estaba más preocupado por la realidad emocional y espiritual que por la interpretación literal. Las mujeres cosechan aceitunas para sustentarse. La forma en que los árboles parecen envolver a las mujeres, y el que los árboles y el paisaje son casi uno, indica un vínculo emocional y una interdependencia entre la naturaleza y las personas.
Otro cuadro lo representaban recolectores de aceitunas, esta vez una pareja. El huerto de olivos con dos recolectores de aceitunas (F587) del Museo Kröller-Müller fue pintado en diciembre de 1889.

### Pintados en mayo y junio de 1889
Van Gogh pintó cuatro cuadros en mayo y junio de 1889. El primero, Pareja caminando entre olivos en un paisaje montañoso con luna creciente (F704), está expuesto en el Museu de Arte de São Paulo, São Paulo, Brasil.
Otro cuadro lo representaban recolectores de aceitunas, esta vez una pareja. El hueto de olivos con dos recolectores de aceitunas (F587) del Museo Kröller-Müller fue pintado en diciembre de 1889.Van Gogh identificó tres pinturas de olivos realizadas en junio, segundo mes de su estancia en el asilo.
El Huerto de Olivos del Museo de Arte Nelson-Atkins (F715) fue descrito por van Gogh en una carta de julio de 1889 como un huerto de olivos con hojas grises, "sus sombras violetas descansando sobre la arena soleada". Por el contrario, las sombras acentúan el calor del sol provenzal. Las "pinceladas rectangulares y repetitivas" transmiten una energía que realza el impacto emocional de esta obra. En noviembre de 2017, se descubrieron en el cuadro los restos de un saltamontes muerto, que se presume murió mientras pintaba al aire libre.
Olivos: Cielo azul brillante (F709) del Museo van Gogh de tonos frescos y azules de luz diurna es similar al Huerto de olivar del Museo de Arte de Gotemburgo, un estudio en cálidos colores otoñales. La pintura en tonos otoñales cumplió con el objetivo de van Gogh de lograr un realismo "duro y tosco" en su obra. Presentó el cuadro a su amigo y médico, el Dr. Gachet, con quien estaría bajo cuidado y supervisión en Auvers-sur-Oise el año siguiente.
El Huerto de olivos del Museo Kröller-Müller (F585) fue pintado en junio de 1889.

### Pintados en septiembre, noviembre y diciembre de 1889.
Las pinturas realizadas durante este período fueron en gran medida el resultado artístico de la reacción de van Gogh a la pintura de Gauguin y Bernard Getsemaní, como se menciona en la sección "Significado espiritual".
La naturaleza intensa de los Olivos (F714) de la Galería Nacional de Escocia probablemente expresa el agitado estado mental de van Gogh cuando completó esta obra, cuyo impacto dramático se evidencia tanto a través de sus pinceladas como del uso del color.
En contraste con sus aceitunas de junio con su color azul verdoso y su tono fresco, los vibrantes naranjas y amarillos de Olivos con cielo amarillo y frutas (F710) evocan la temporada de otoño. El novelista Warren Keith Wright visitó esta pintura en el Instituto de Arte de Minneapolis durante un período de 15 años, paralizado por la pintura, pero sin saber por qué. Llegó a darse cuenta de que la fascinación residía en que la pintura representaba dos períodos de tiempo. El sol del final de la tarde se encuentra hacia el oeste sobre las montañas. Las sombras, sin embargo, se inclinan desde la izquierda o el suroeste, donde caerían en otoño. La pintura no sólo no está sincronizada con el tiempo, sino que también no está sincronizada con la estación. "Predice su propio futuro, vuelve a su propio pasado".
En noviembre o diciembre de 1889, van Gogh trabajó en Huerto de olivos, MoMA (F708). Otra pintura de esta época es Huerto de olivos: cielo anaranjado (F586), que se encuentra en el Museo de Bellas Artes de Gotemburgo, Suecia.